# Joseph-Léon Cardijn
Joseph-Léon Cardijn (Schaerbeek, 13 novembre 1882 – Lovanio, 24 luglio 1967) è stato un cardinale e arcivescovo cattolico belga.
Fu un sacerdote belga, nominato cardinale della Chiesa cattolica da papa Paolo VI.

## Biografia
Nacque a Schaerbeek il 18 novembre 1882. Visse con i suoi nonni ad Halle fino a quando i suoi genitori lasciarono il loro lavoro di custodi e suo padre non iniziò un'attività di commerciante di carbone e la madre non aprì un caffè. Entrambi profondamente cristiani, decisero di lasciare al figlio di continuare gli studi per diventare sacerdote, anziché avviarlo a lavorare in fabbrica.
Dopo gli studi presso il Collegio di Nostra Signora di Halle, nel 1903 entrò nel seminario di Malines. Il 22 settembre 1906 venne ordinato sacerdote. Divenuto tale, per influenza dei genitori e del sacerdote Adolf Daens si determinò a trascorrere la sua vita portando il cristianesimo fra la classe operaia. In particolare ebbe modo di accostarsi alla realtà dei giovani operai che si allontanavano dalla Chiesa e decise che la sua opera di evangelizzazione si sarebbe orientata verso di loro.

### Fondazione del movimento gioventù operaia
Nel 1925 fondò la Jeunesse Ouvrière Chrétienne (JOC), che in Italia diventò la Gioventù Operaia Cristiana, adottando la metodologia della Revisione di Vita, facendo cioè riflettere i giovani sulla loro vita usando il metodo del vedere, giudicare e agire. L'originalità del metodo stava nel consentire ai giovani, riuniti in gruppi, di prendere coscienza della loro situazione, organizzarsi per migliorarla tramite l'azione e nello scoprire, tramite il confronto col Vangelo, la presenza di Gesù nella loro storia.
In pochi anni il movimento diventò una realtà internazionale, con sedi e gruppi in tutto il mondo; in molte nazioni, come Francia e Italia, la diffusione della JOC si legò all'esperienza dei preti operai.
Cardijn passò quindi gli ultimi anni della sua vita viaggiando per seguire l'evoluzione del suo movimento nei cinque continenti, e Papa Paolo VI lo elevò al rango di cardinale nel concistoro del 22 febbraio 1965.
Morì a Lovanio il 24 luglio 1967 all'età di 84 anni.
La sua causa di beatificazione è stata aperta dalla Diocesi di Malines-Bruxelles il 16 gennaio 2014.

### Il Metodo v/g/a
Nella teologia pastorale, Cardjin è ricordato come l'ideatore del Metodo vedere/giudicare/agire. Esso fu adottato per vari decenni dall'Azione Cattolica italiana e portato ad esempio dalla Mater et Magistra di Giovanni XXIII.
Risulta superato dal metodo del discernimento spirituale evangelico cristiano elaborato da don Sergio Lanza.
In seguito, l'azione pastorale ecclesiale è stata generalizzata e scandita nel modo seguente:
1. vedere o fase della descrizione: rilevazione delle situazioni in una visione oggettiva;
2. giudicare o fase della valutazione: elaborazione di principi e direttive di miglioramento;
3. agire o fase delle indicazioni operative: ricerca delle azioni per attuare i principi e le direttive scelti in base a ciò che il contesto sociale consente o richiede.

Il limite del metodo era l'ipotesi dell'esistenza di un osservatore neutrale, laddove Karl Popper aveva dimostrato che la persona non è una tabula rasa, ma una mente piena di pregiudizi e precomprensioni di cui deve essere consapevole perché da rischio ideologico si trasformino in opportunità di potenziamento conoscitivo.
Inoltre, i principi e le direttive erano scelti in base alla teologia speculativa (dogmatica ed ecclesiologia), a partire dal Principio dell'Incarnazione di Franz Xaver Arnold, ma rimanevano distanti e non tenevano in debita considerazione fin dalla fase valutativa il contesto operativo concreto (antropologico, socio-culturale, storico, geografico ed ecclesiale). La valutazione del caso concreto è alla base della teologia pastorale che opera "un'educazione alla fede con un'azione differenziata secondo i bisogni, le circostanze e le età".

## Genealogia episcopale
La genealogia episcopale è:
- Cardinale Scipione Rebiba
- Cardinale Giulio Antonio Santori
- Cardinale Girolamo Bernerio, O.P.
- Arcivescovo Galeazzo Sanvitale
- Cardinale Ludovico Ludovisi
- Cardinale Luigi Caetani
- Cardinale Ulderico Carpegna
- Cardinale Paluzzo Paluzzi Altieri degli Albertoni
- Papa Benedetto XIII
- Papa Benedetto XIV
- Papa Clemente XIII
- Cardinale Marcantonio Colonna
- Cardinale Giacinto Sigismondo Gerdil, B.
- Cardinale Giulio Maria della Somaglia
- Cardinale Carlo Odescalchi, S.I.
- Vescovo Eugène de Mazenod, O.M.I.
- Cardinale Joseph Hippolyte Guibert, O.M.I.
- Cardinale François-Marie-Benjamin Richard de la Vergne
- Cardinale Pietro Gasparri
- Cardinale Clemente Micara
- Cardinale Jozef-Ernest Van Roey
- Cardinale Léon-Joseph Suenens
- Cardinale Joseph-Léon Cardijn